# Rhomboplites aurorubens
Rhomboplites aurorubens és una espècie de peix de la família dels lutjànids i de l'ordre dels perciformes. És present des de Bermuda i Carolina del Nord (Estats Units) fins a São Paulo (Brasil)
, incloent-hi les Índies Occidentals, el Golf de Mèxic i el Carib.

És un peix marí de clima subtropical que viu entre 40-300 m de fondària.
Els mascles poden assolir 60 cm de longitud total.
Menja peixos, gambes, crancs, poliquets i d'altres invertebrats bentònics, cefalòpodes i organismes planctònics.